# Bryonycta opulenta
Bryonycta opulenta är en fjärilsart som beskrevs av Charles Boursin 1957. Bryonycta opulenta ingår i släktet Bryonycta och familjen nattflyn. Inga underarter finns listade i Catalogue of Life.